# Künstlerhaus, Gesellschaft bildender Künstlerinnen und Künstler Österreichs
Die Gesellschaft bildender Künstler Österreichs, Künstlerhaus wurde am 29. April 1861 als „Genossenschaft der bildenden Künstler Wiens“ gegründet und ist eine Künstlervereinigung, die das Kunstleben Österreichs maßgebend prägte. Der laut Eigendefinition „unabhängige, private Verein mit knapp 500 Künstlermitgliedern aus den Bereichen Malerei, Bildhauerei, Architektur, angewandte Kunst und Film versteht sich als Plattform für Kunstschaffende und Kunstinteressierte sowie als Sprachrohr seiner Mitglieder in kulturpolitischen Anliegen“. Ungleich anderer österreichischer Künstlervereinigungen, wie etwa des Hagenbunds, wurde die heute „Künstlerhaus, Gesellschaft bildender Künstlerinnen und Künstler Österreichs“ genannte Vereinigung nie aufgelöst oder verboten.
Die kunsthistorisch bedeutende, avantgardistische Bewegung der Wiener Secession bezog sich bei ihrer „Abspaltung“ vom Künstlerhaus Wien im Jahr 1897, namentlich auf ihre Abkehr vom damals in der Gesellschaft bildender Künstler vorherrschenden traditionellen Konservatismus.

## Historische Einordnung
Die Gründung des Vereins als Stadtvertretung der Wiener Maler, Bildhauer und Architekten erfolgte durch den Zusammenschluss des 1851 gegründeten – Vereins junger Künstler und Akademiker, der sich bald in Albrecht-Dürer-Verein umbenannte und des Vereins Eintracht. Bereits kurz nach ihrer Gründung, erhob die Vereinigung in einer Denkschrift an die kaiserliche Regierung Anspruch der Hebung der Kunstverhältnisse in Österreich zu dienen. Für viele Jahre sollte die Wiener Genossenschaft auch der einzige repräsentative Bezugspunkt des öffentlichen Kunstlebens bleiben. Mit Ausnahme Ungarns, das nach dem Ausgleich 1867, die Länder der Ungarischen Krone bildete und fortan seine eigenen Institutionen aufbaute, gehörte jeder Künstler, der in der Monarchie auf Namen und gewisse Bedeutung Anspruch erheben konnte bzw. für sich selbst in Anspruch nahm, ihr an.
Erst mit Aufkeimen des Nationalismus innerhalb der Doppelmonarchie, sowie mit immer größer werdenden Vehemenz gestellten Frage nach dem Selbstbestimmungsrecht der Völker, erfolgte die Neugründung weiterer Künstlervereinigungen in den österreichischen Kronländern, wie etwa in Böhmen, oder in der heutigen slowenischen Hauptstadt, der Landeshauptstadt der Krain: Ljubljana.
In den 1890er Jahren wurde vermehrt die Kammer-Funktion der Vereinigung kritisiert: war die Vereinsmitgliedschaft zunächst zugänglich für alle von ihrem Kunstschaffen lebenden Personen (Amateure konnten außerordentliche Mitglieder werden), so führte die zunehmende Zahl an Künstlern in der wachsenden Gesellschaft der späten Donaumonarchie zu wiederholten Ablehnung der Aufnahme. Doch auch Neid, mag eine Rolle gespielt haben, bei der folgenden Gründung der Wiener Secession 1897, wie der Historiker Wladimir Aichelburg (seit 1972 Archivar des Künstlerhauses) hervorhebt: „Diese Lebensfähigkeit, der Lebenswille, vor allem aber der relative Wohlstand der Vereinigung erweckten oft Neid, führten zu Aversionen und zu Angriffen gegen sie. Den ersten Höhepunkt erreichten diese Anfeindungen kurz vor der Jahrhundertwende im Zusammenhang mit der Entstehung der Secession, den zweiten nach dem Zerfall der Monarchie in den Geburtswehen der neuen kleinen Republik, einen weiteren in den fünfziger Jahren nach der Entstehung der Föderation und des Berufsverbands bildender Künstler Österreichs. Allgemein vorherrschend war dabei stets die Tendenz, das Künstlerhaus als eine rückständige, konservative Vereinigung darzustellen, die sich überlebt hatte. (…) Das Problem der Angriffe lag und liegt nicht immer ausschließlich im bösen Willen, sondern hauptsächlich in der mangelnden Information bzw. fehlender Imagewerbung durch das Künstlerhaus selbst; so gab etwa die „Genossenschaft der bildenden Künstler im Künstlerhaus“ – bzw. später die „Gesellschaft der bildenden Künstler im Künstlerhaus“ (das waren die im Künstlerhaus ansässige Künstlervereinigungen) – nie eine Kunstzeitschrift heraus, in der sie sich im richtigen Licht darstellen und falsche Meinungen dementieren hatte können.“

## Einfluss
Bereits nach obig erwähnter erster Denkschrift erfolgte die Gründung einer eigenen Kunst-Sektion im Staatsministerium. Aus der 1882 erfolgten Eröffnung der Erweiterung des Vereinsgebäudes, des heutigen Künstlerhauses, mit der 1. Internationalen Kunstausstellung, erfolgte die Initiative Hans Makarts zur Gründung einer Modernen Galerie: der heutigen Österreichischen Galerie Belvedere.
Zuletzt ging die zuvor erwähnte Gründung der Wiener Sezession auf die Vereinsdiskussionen über die Ausrichtung zeitgenössischer Kunst zurück, welche unter Führung des Malers Gustav Klimt am 7. April 1897 zur Abspaltung vom Mainstream der Gesellschaft führte. Neben Klimt forderten auch Koloman Moser und Josef Hoffmann (Begründer der Wiener Werkstätte), oder Joseph Maria Olbrich u. a. eine andere gesellschaftliche Auffassung von Kunst und eine neue Ausstellungspolitik. Der namensgebende Sezessionsstil wurde zu einer Spielart des Jugendstils. Dennoch gab es auch Doppelmitgliedschaften, oder auch Mitglieder der alten Genossenschaft im Künstlerhaus, wie zum Beispiel der Architekt Alfred Keller, welche durchaus im sezessionistisch Stil Bauten, ohne aber der Sezession anzugehören.
Mit der Ausstellung Kunst um 1970 im Jahre 1979, welche der damalige Präsident Hans Mayr zusammen mit dem Sammler-Ehepaar Peter und Irene Ludwig im Wiener (Garten)Palais Liechtenstein organisierte, ging schließlich das heutige MUMOK im Wiener MuseumsQuartier hervor. Die damalige Bundesministerin für Wissenschaft und Forschung Hertha Firnberg führte die Verhandlungen zur 1981 erfolgten Einbindung der privaten Stiftung Ludwig in die als Museum des 20. Jahrhunderts benannte Sammlung.

### Das Vereinsgebäude
Das heutige Künstlerhaus in Wien war das erste von Künstlern selbst finanzierte Schau- und Vereinsgebäude im deutschsprachigen Raum. Der Baubeginn fand bereits vier Jahre nach der Gründung statt, auf Anregung von Friedrich Stache. Erbaut am Nordufer, des damals noch offen fließenden Wienflusses, im Stil der italienischen Renaissance, ist das heute noch bestehende Gebäude des Architekten August Weber dem vorherrschenden Historismus des Ringstraßenstils zuzuordnen. Es wurde am 1. September 1868 eröffnet, nach nur dreijähriger Bauzeit und neun Monate vor Einweihung der sich in unmittelbarer Nähe befindlichen k. k. Hofoper. Direkt gegenüber einem der beiden 1882 errichteten Seitenflügel befindet sich das Gebäude des Musikvereins, welches neun Monate nach der Hofoper seiner Bestimmung übergeben wurde. Heute beherbergt das Haus das 1949 eröffnete Künstlerhaus-Kino – seit 2013 Stadtkino – sowie seit 1974 ein Theater, welches seit 2007 unter dem Namen brut Wien firmiert.

## Präsidenten
- 1861/62 – August Sicard von Sicardsburg
- 1862/63 – Friedrich Stache
- 1863/64 – Friedrich Friedländer
- 1864/65 – Anton Hefft
- 1865/66 – Alois Schönn
- 1866/67 – Eduard Engerth
- 1867/68 – Joseph Selleny
- 1868/69 – Friedrich Friedländer
- 1869/70 – Heinrich von Angeli
- 1870/71 – Siegmund L’Allemand
- 1871–1873 – Eduard Peithner von Lichtenfels
- 1873/74 – Rudolf von Alt
- 1874–1876 – Eugen Felix
- 1876–1878 – Friedrich Schilcher
- 1878–1880 – Carl Freiherr von Hasenauer
- 1880–1882 – Hans Makart
- 1882–1884 – Andreas Streit
- 1884–1886 – August Schaeffer
- 1886–1888 – Friedrich Freiherr von Schmidt
- 1888–1890 – Eugen Felix
- 1890–1892 – Franz Roth
- 1892–1894 – Josef Mathias Trenkwald
- 1894–1896 – Julius Deininger
- 1896–1898 – Eugen Felix
- 1898–1900 – Rudolf Weyr
- 1900–1905 – Andreas Streit
- 1905–1910 – Heinrich von Angeli
- 1910/11 – Andreas Streit
- 1911/12 – Rudolf Weyr
- 1912–1919 – Hugo Darnaut
- 1919/20 – Hans Ranzoni
- 1920–1923 – Ernst Hegenbarth
- 1923–1925 – Otto Schönthal
- 1925–1929 – Alexander Demetrius Goltz
- 1929–1937 – Hans Ranzoni
- 1937–1939 – Leopold Blauensteiner
- 1939–1945 – Rudolf Hermann Eisenmenger
- 1945–1954 – Karl Maria May
- 1954–1961 – Rudolf Heinz Keppel
- 1961–1965 – Alfons Riedel
- 1965–1974 – Karl Kupsky
- 1975–1993 – Hans Mayr
- 1993–1996 – Peter Kodera
- 1996–2006 – Manfred Nehrer
- 2006–2012 – Joachim Lothar Gartner
- 2012–2019 – Michael Pilz[6]
- 2019 – Tanja Prušnik[5]